# Famille Girardi
Pour les articles homonymes, voir Girardi.
 (juillet 2024).
Si vous disposez d'ouvrages ou d'articles de référence ou si vous connaissez des sites web de qualité traitant du thème abordé ici, merci de compléter l'article en donnant les références utiles à sa vérifiabilité et en les liant à la section « Notes et références ».
La famille Girardi est une famille patricienne  arrivée à Venise au Xe siècle et originaire de Fano (Italie). Ils furent agrégés à la noblesse en 1381 pour les bons services rendus dans la guerre de Chioggia par Lorenzo et Francesco Girardi.
- Maffeo, général de l'Ordre camaldule, fut patriarche de Venise en 1466 et ensuite créé cardinal par Paul II;

## Armes

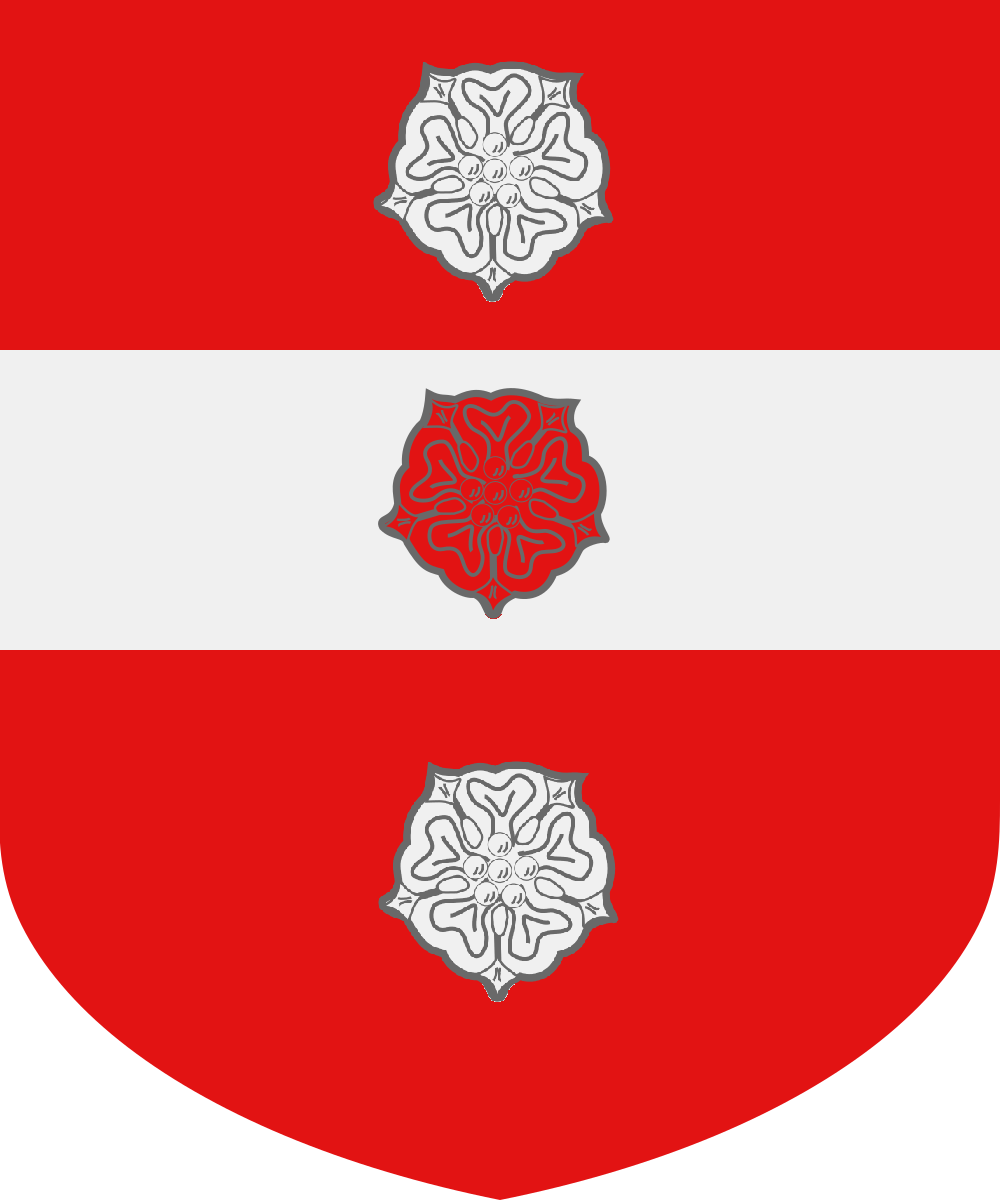
Armes des Girardi.

Les armes des Girardi se composent de gueules avec une face d'argent et trois roses posées en pal d'argent sur les gueules et de gueules sur l'argent.